# Je t'aime trop pour te le dire
Je t'aime trop pour te le dire (Ti amo troppo per dirtelo) est un téléfilm italien réalisé par Marco Ponti et diffusé en 2014.

## Synopsis
Tout sourit à Pietro jeune italien qui semble réussir professionnellement, et qui est sur le point d'épouser Francesca Mais pendant que cette dernière s'active aux préparatifs de la noce, il fait la connaissance de Stella, ravissante blonde séduisante qui va tomber amoureuse de lui et dont Pietro devient l'amant Il a donc deux femmes dans sa vie et ne sait trop comment s'en sortir mais le destin va décider pour lui.

## Fiche technique
- Titre original : Ti amo troppo per dirtelo
- Réalisation : Marco Ponti
- Scénario : Pietro Valsecchi et Marco Ponti
- Photographie : Arnaldo Catinari
- Musique : Marco Marrone
- Durée : 100 minutes
- Date de diffusion :
  -  France : 5 septembre 2014 sur M6

## Distribution
- Francesco Scianna : Pietro
- Jasmine Trinca : Francesca
- Carolina Crescentini : Stella
- Valeria Bilello : Claudia
- Fabio Troiano : Marcello